# Championnat de France de rugby à XV 1971-1972
Navigation
Édition précédente Édition suivante
La première division est constituée de huit groupes de huit clubs, soit 64 clubs au total. À l'issue de la phase qualificative, les quatre premières équipes de chaque groupe sont qualifiés pour les 1/16e de finale. L'épreuve se poursuit ensuite par élimination sur un match à chaque tour.
L' AS Béziers  remporte le Championnat de France de rugby à XV de première division 1971-1972 après avoir battu le CA Brive en finale.
L'AS Béziers conserve son titre de champion de France, alors que Brive échoue une nouvelle fois en finale (après 1965).

## Phase de qualification
Les équipes sont listées dans leur ordre de classement à l'issue de la phase qualificative. Le nom des équipes du groupe A qualifiées pour les 16e de finale est en gras.
| - AS Béziers - Stadoceste tarbais - Stade lavelanétien - US Montauban - Stade poitevin - US Bergerac - AS Soustons (promu) - SC Angoulême   | - RC Toulon - Stade rochelais - US bressane - FC Grenoble - Tyrosse RCS - FC Oloron - US Quillan - SC Mazamet (promu)                                        | - CA Brive - USA Perpignan - Stade dijonnais - Aviron bayonnais - CA Périgueux - RC Chalon (promu) - Union sportive Fumel Libos - US Oyonnax                                   |
| - SU Agen - Castres olympique - SO Chambéry - ES Avignon Saint-Saturnin - Saint-Jean-de-Luz OR - US Marmande (promu) - SC Tulle - CA Sarlat | - Stade toulousain - Section paloise - RC Vichy - FC Saint-Claude - SC Graulhet - US Romans - UA Gaillac - Sporting Club decazevillois (Decazeville) (promu) | - AS Montferrand - Stade beaumontois - CA Bègles - Stade bagnérais - Stade montchaninois - Boucau stade - Stade ruthénois (Rodez) - CA Castelsarrasin (Castelsarrasin) (promu) |
| - US Dax - La Voulte sportif - Racing club de France - Stade aurillacois - FC Lourdes - SA Condom - SA Mauléon - SC Pamiers (promu)         | - RC Narbonne - Lyon OU - Stade montois - Valence sportif - Biarritz olympique - US Cognac - FC Auch - CS Bourgoin-Jallieu (promu)                           | |

## Seizièmes de finale
Les équipes dont le nom est en caractères gras sont qualifiées pour les huitièmes de finale. 
| Équipe 1           | Équipe 2                  | Résultat |
| ------------------ | ------------------------- | -------- |
| CA Brive           | US Montauban              | 30-3     |
| Stade dijonnais    | Lyon OU                   | 12-6     |
| US Dax             | Aviron bayonnais          | 19-14    |
| Stade montois      | Stade rochelais           | 23-16    |
| RC Narbonne        | FC Saint-Claude           | 27-3     |
| Stadoceste tarbais | Racing club de France     | 14-0     |
| Stade bagnérais    | AS Montferrand            | 11-4     |
| Stade beaumontois  | Stade lavelanétien        | 24-12 Ap |
| RC Toulon          | SO Chambéry               | 8-3      |
| US bressane        | La Voulte sportif         | 15-11    |
| SU Agen            | FC Grenoble               | 10-9     |
| USA Perpignan      | RC Vichy                  | 18-10    |
| AS Béziers         | Valence sportif           | 23-3     |
| CA Bègles          | Castres olympique         | 17-4     |
| Stade toulousain   | Stade aurillacois         | 16-6     |
| Section paloise    | ES Avignon Saint-Saturnin | 17-4     |

## Huitièmes de finale
Les équipes dont le nom est en caractères gras sont qualifiées pour les quarts de finale. 
| Équipe 1         | Équipe 2           | Résultat |
| ---------------- | ------------------ | -------- |
| CA Brive         | Stade dijonnais    | 21-12    |
| US Dax           | Stade montois      | 32-9     |
| RC Narbonne      | Stadoceste tarbais | 13-12    |
| Stade bagnérais  | Stade beaumontois  | 6-15     |
| RC Toulon        | US bressane        | 34-0     |
| SU Agen          | USA Perpignan      | 10-9     |
| AS Béziers       | CA Bègles          | 11-7     |
| Stade toulousain | Section paloise    | 4-13     |

## Quarts de finale
Les équipes dont le nom est en caractères gras sont qualifiées pour les demi-finales.
| Équipe 1    | Équipe 2          | Résultat |
| ----------- | ----------------- | -------- |
| CA Brive    | US Dax            | 13-9     |
| RC Narbonne | Stade beaumontois | 24-10    |
| RC Toulon   | SU Agen           | 6-4      |
| AS Béziers  | Section paloise   | 40-4     |

## Demi-finales
| Équipe 1  | Équipe 2    | Résultat |
| --------- | ----------- | -------- |
| CA Brive  | RC Narbonne | 9-7      |
| RC Toulon | AS Béziers  | 6-19     |

## Finale
| Équipes        | AS Béziers - CA Brive |
| Score          | 9-0 |
| Date           | 21 mai 1972 |
| Stade          | Stade Gerland, Lyon |
| Arbitre        | Georges Domercq |
| Les équipes    | |
| AS Béziers     | Armand Vaquerin, Élie Vaquerin, Jean-Louis Martin, Georges Senal, Alain Estève, Olivier Saïsset, Yvan Buonomo, André Buonomo, Richard Astre, Henri Cabrol, René Séguier, Jean Sarda, Joseph Navarro, Gérard Lavagne, Jack Cantoni                       |
| CA Brive       | Jean-Claude Rossignol, Michel Yachvili, Jean-Pierre Dales, Joël Merlaud, Jacques Genois, Marcel Lewin, Daniel Boulpiquante, Roger Fite, Marcel Puget, Jean-Claude Roques, Pierre Besson, Daniel Marty, Michel Marot, Jean-Pierre Puidebois, Alain Marot |
| Points marqués | |
| AS Béziers     | 1 essai, 1 transformation et 1 drop de Cabrol |
| CA Brive       | |